# Даркая
Даркая е живописна местност в югоизточна България, близо до границата с Турция, в землищата на селата Радовец и Лесово и обхваща площ от 1082,531 хектара.. Намира се в долното течение на река Тунджа.
Представеното в нея биологично разнообразие включва над 150 вида птици, 8 вида земноводни, 21 вида влечуги и други защитени и редки растителни и животински видове. Някои от видовете, които срещат на тази територия, са видра, леопардов смок, бухал, гребенест тритон на Буреш, ивичест смок, вдлъбнаточел смок, жълтокоремна бумка и други. 